# Cherbezatina maculata
Cherbezatina maculata är en skalbaggsart som beskrevs av Marc Lacroix 1993. Cherbezatina maculata ingår i släktet Cherbezatina och familjen Melolonthidae. Inga underarter finns listade i Catalogue of Life.